# Helga Krismer-Huber

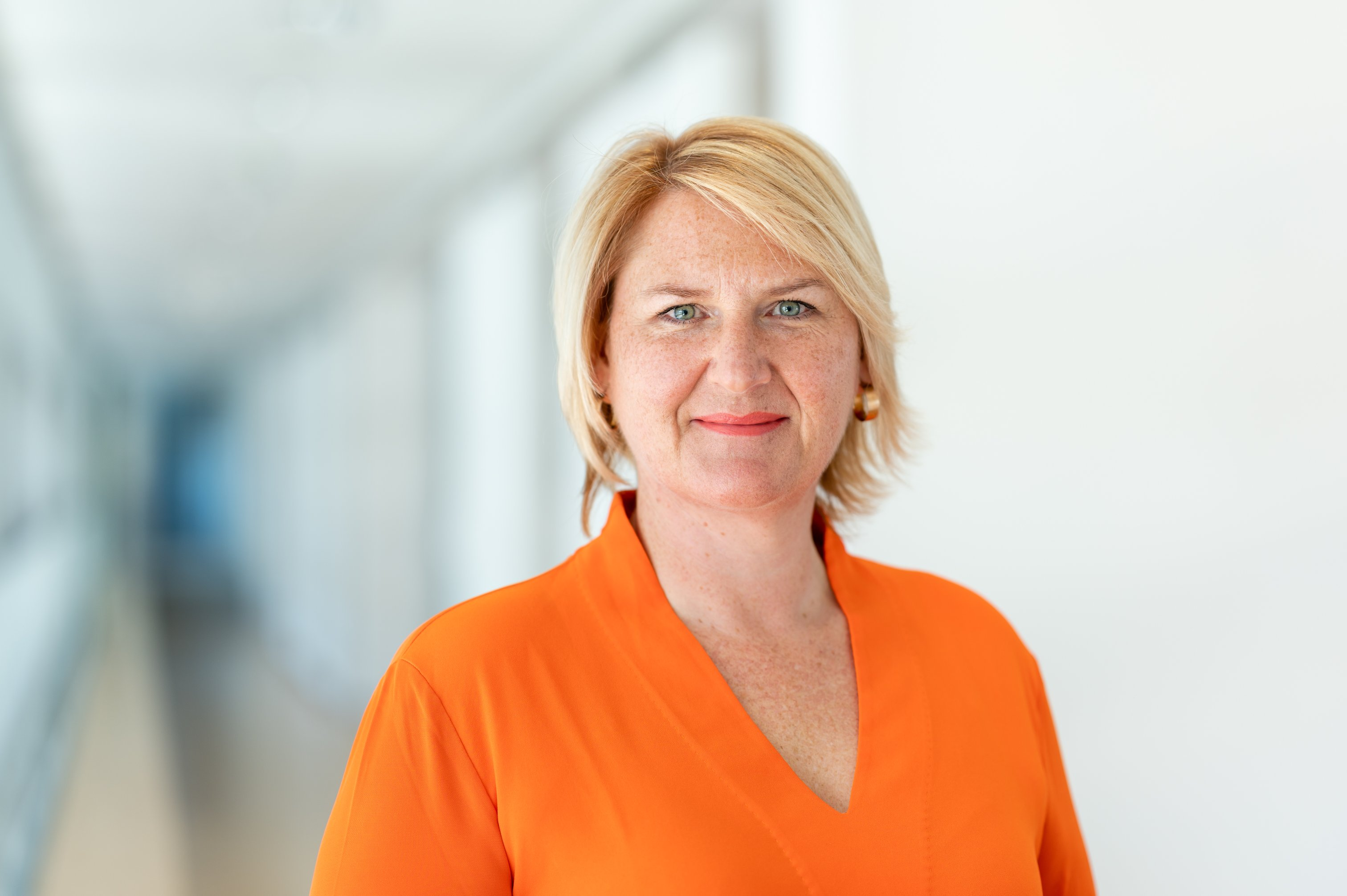
Helga Krismer-Huber (2021)

Helga Krismer (* 18. September 1972 in Kufstein, Tirol) ist eine österreichische Veterinärmedizinerin, Politikerin (Die Grünen) und Vizebürgermeisterin der Stadtgemeinde Baden. Seit 2003 ist Krismer Abgeordnete zum niederösterreichischen Landtag und seit 2014 Klub- bzw. (seit 2018) Fraktionsobfrau der Grünen im NÖ Landtag. 2015 übernahm Helga Krismer von Madeleine Petrovic auch die Rolle der Landessprecherin der Grünen Niederösterreich.

## Leben
Krismer besuchte ein Bundesrealgymnasium, das sie mit der Matura abschloss. Sie studierte in der Folge Veterinärmedizin und promovierte.
Helga Krismer ist seit 2006 verheiratet mit Thomas Huber, ehemals Geschäftsführer der Grünen Niederösterreich.

## Politik
Krismer wurde im Jahr 2000 Gemeinderätin in Baden. Von 2010 bis 2025 war sie Vizebürgermeisterin von Baden. Im September 2016 erklärte Kurt Staska seinen Rücktritt als Badner Bürgermeister, Vizebürgermeisterin Helga Krismer übernahm vorübergehend die Geschäfte. Seit 2025 ist sie Umweltgemeinderätin in Baden. 
Seit 2015 ist sie als Nachfolgerin von Madeleine Petrovic Landessprecherin der Grünen in Niederösterreich.
Bei der Landtagswahl in Niederösterreich 2018 erreichten die Grünen mit Spitzenkandidatin Krismer 6,43 % der Stimmen (- 1,6 % im Vergleich zur letzten Wahl). Am 2. Februar 2018, einen Tag nach der Verkündung des amtlichen Endergebnisses der Landtagswahl in Niederösterreich 2018, prüften die niederösterreichischen Grünen eine Wahlanfechtung der Landtagswahl beim Verfassungsgerichtshof (VfGH) aufgrund der Neuregelung der Wahlberechtigung für niederösterreichische Zweitwohnsitz-Besitzer sowie der nach Krismers Meinung „willkürliche Entscheidung“ der jeweiligen Bürgermeister zu Wahlzulassungen. Am 1. März 2018 gab Krismer bekannt, dass die Landtagswahl nicht angefochten wird.
Im April 2018 wurde Krismer mit einer Mehrheit von 87,5 Prozent der Stimmen als Landessprecherin der Grünen bestätigt. Im Mai 2020 wurde Krismer mit einer Mehrheit von 86 Prozent der Stimmen als Landessprecherin wiedergewählt. Mitte Juni 2023 wurde sie mit 91,3 Prozent der Stimmen „erneut zur Landessprecherin gewählt“. Im März 2025 wurde sie mit 80 Prozent der Stimmen als Landessprecherin bestätigt.

## Auszeichnungen
- 2014: Großes Silbernes Ehrenzeichen für Verdienste um die Republik Österreich[11]
- 2024: Silbernes Komturkreuz mit dem Stern des Ehrenzeichens für Verdienste um das Bundesland Niederösterreich[12][13]